# Caihong
Caihong juji
Genre
Espèce
Caihong est un genre fossile de petits dinosaures à plumes iridescentes, des paraviens du clade des Avialae. Le genre se rattache à la famille des anchiornithidés créée en 2017 par Christian Foth et Oliver Rauhut.
Il a vécu en Chine où il a été découvert dans la formation géologique de Tiaojishan dans la province du Liaoning. Cette formation est datée du Jurassique supérieur, de l'Oxfordien, et une datation radiométrique par l'uranium-plomb en 2016 lui a assigné un âge de 161 à 160 Ma (millions d'années).
Une seule espèce est rapportée au genre : Caihong juji, décrite par Dongyu Hu et ses collègues en 2018.

## Étymologie
Le nom de genre Caihong vient du mandarin « Caihong » (arc-en-ciel), se référant à la belle préservation du spécimen découvert. Le  nom d'espèce juji provient du mandarin « ju » (grand) et du « ji » (crête), se référant aux crêtes lacrymales proéminentes sur la tête de l'animal.

## Découverte
L'espèce est connue par un seul squelette presque complet avec sa contre-empreinte découvert par un agriculteur en 2014, à Gangou, dans le xian autonome mandchou de Qinglong dans le nord de la province du Hebei au nord-est de la Chine.

## Description

### Plumes
Il possède de longues plumes en forme de rubans. L'analyse au microscopie électronique à balayage de ses plumes a montré la présence d'organites, interprétés comme des mélanosomes, dont la morphologie, en forme de plaquettes, rappelle celle des mélanosomes qui produisent des couleurs iridescentes brillantes chez les oiseaux modernes, comme chez les colibris.
Des mélanosomes avaient déjà été observés en 2011 sur Gansus yumenensis, un Avialae plus récent (Crétacé inférieur) et évolué du clade des Ornithuromorpha, mais sans cette ressemblance avec ceux de plumes iridescentes modernes. Les plumes iridescentes de Caihong sont les plus anciennes décrites. 
Les plumes pennées qu'il porte sur ses membres sont également plus longues que chez d'autres anchiornithidés comme Eosinopteryx et Anchiornis. 
Ses plumes de queue (rémiges) montrent de larges aubes asymétriques, les plus anciennes connues du registre fossile. Les plumes de queue de Caihong forment un large éventail ressemblant à ceux d'Archaeopteryx et de Jinfengopteryx. La surface de cet éventail est encore plus grande que celle d'Archaeopteryx qui pourtant a vécu environ 10 Ma (millions d'années) après Caihong.

### Taille
C'est un dinosaure de petite taille, environ celle d'un canard. Sa longueur est estimée par ses inventeurs à 40 centimètres de long, pour une masse estimée de 475 grammes.

### Corps
Caihong juji est caractérisé par la présence d'une crête osseuse au-dessus de ses yeux, qui le distingue de ses proches parents Eosinopteryx et Anchiornis.

## Classification
Caihong est placé par ses inventeurs dans le clade des paraviens. L'analyse phylogénétique qu'ils ont réalisé place Caihong en groupe frère du genre Xiaotingia et proche du genre Anchiornis qui appartiennent tous les deux à la famille des Anchiornithidae,.